# کنی فلوریان
کنی فلوریان (انگلیسی: Kenny Florian; ۲۶ مهٔ ۱۹۷۶) ورزشکار هنرهای رزمی ترکیبی ارمنی‌تبار اهل ایالات متحده آمریکا است. وی بین سال‌های ۲۰۰۳ تا ۲۰۱۲ میلادی فعالیت می‌کرد.